# KTO狼獾
KTO狼獾（直译：狼獾轮式装甲输送车）是一款8x8多用途军用车辆，由位于希隆斯克地区谢米亚诺维采的波兰军备集团子公司——狼獾 (公司)生产。KTO狼獾是波兰获得芬兰帕特里亚公司授权在波兰国内生产的AMV装甲车的衍生型号。

## 历史
2002年12月，波兰国防部签署了购买690辆AMV装甲车的合同，并在波兰生产。AMV的主要竞争对手是食人鱼装甲车和斯太尔潘德尔。作为初期订单的一部分，将交付690辆，其中313辆是战斗装甲输送车。2013年10月，订单增加至997辆，预计在2014年至2019年期间交付。
“Rosomak”这个名字在波兰语中是“狼獾”的意思，在军事新技术杂志组织的一场竞赛中被选定。狼獾取代了波兰陆军过时的OT-64斯考特装甲输送车（APC）和部分BMP-1。
帕特里亚AMV & WZM SA的首个出口客户有权在部分市场出口KTO狼獾。2006年，KTO狼獾在马来西亚进行了测试。2023年，波兰开始向乌克兰供应KTO狼獾，而后此车在战斗中出现。

## 衍生型

### 波兰军方使用的型号
狼獾安装奥托梅莱拉重拳-30P炮塔的型号，配备30毫米ATK Mk 44链炮和7.62×51mm NATO UKM-2000C机枪。炮塔拥有先进的火控系统，配有热瞄准器和Obra激光预警系统，与六个81毫米902A ZM Dezamet烟雾弹发射器链接。为适应阿富汗战争而改装的一种型号——狼獾M1M，配备了额外的复合钢制装甲、升级的通讯系统、驾驶员和指挥官舱门前的钢丝钳、用于在驾驶舱的两个液晶屏幕上显示车辆后方和侧方的摄像机。乘员舱和探测火力方向的Pilar系统。由于有额外的装甲，此型号无法漂浮并且没有安装螺旋桨。此型号进一步升级到称为M1M的标准。最引人注目的变化是增加了QinetiQ RPGNet反RPG网和新的“沙子”迷彩。其他变化包括安装Duke反简易爆炸装置系统和蓝军跟踪BMS系统（从美国陆军引入的系统）。所有较旧的（“绿色”）M1标准狼獾也都收到了RPGNet更新。截至2022年，狼獾将配备ZSSW-30无人炮塔，配备30毫米机炮、UKM-2000机枪和长钉ATGM。
狼獾M2和M3为在阿富汗执行任务而改装的装甲输送车型号，配备与M1类似的任务设备（包括附加装甲）。主要区别在于此型号配备了OSS-D开放式炮塔，配备40毫米Mk-19榴弹发射器或12.7毫米NSW/WKM-B重机枪。
狼獾S可乘坐两个反坦克小组的装甲运兵车型号，配备长钉反坦克导弹。
狼獾WEM（WEM，直译：野战急救车）—装甲抢救车，可容纳3名乘员，能够同时运送3名躺在担架上的受伤士兵和另外4名坐着的士兵。与M1M一样，用于阿富汗的WEM-M配备了额外的装甲和RPGNet。
狼獾WRT（WRT，直译：技术侦察车)
狼獾WSRiD（WSRiD，直译：多传感器侦察监视系统）
狼獾AWD（AWD，直译：炮兵指挥车）M120K Rak迫击炮连火力组指挥车
狼獾WD（WD，直译：指挥车）
M120K Rak120mm迫击炮车，2017年7月首次交付
狼獾NJ（NJ，直译：驾校）

## 战斗记录
阿富汗战争（2001–2021）

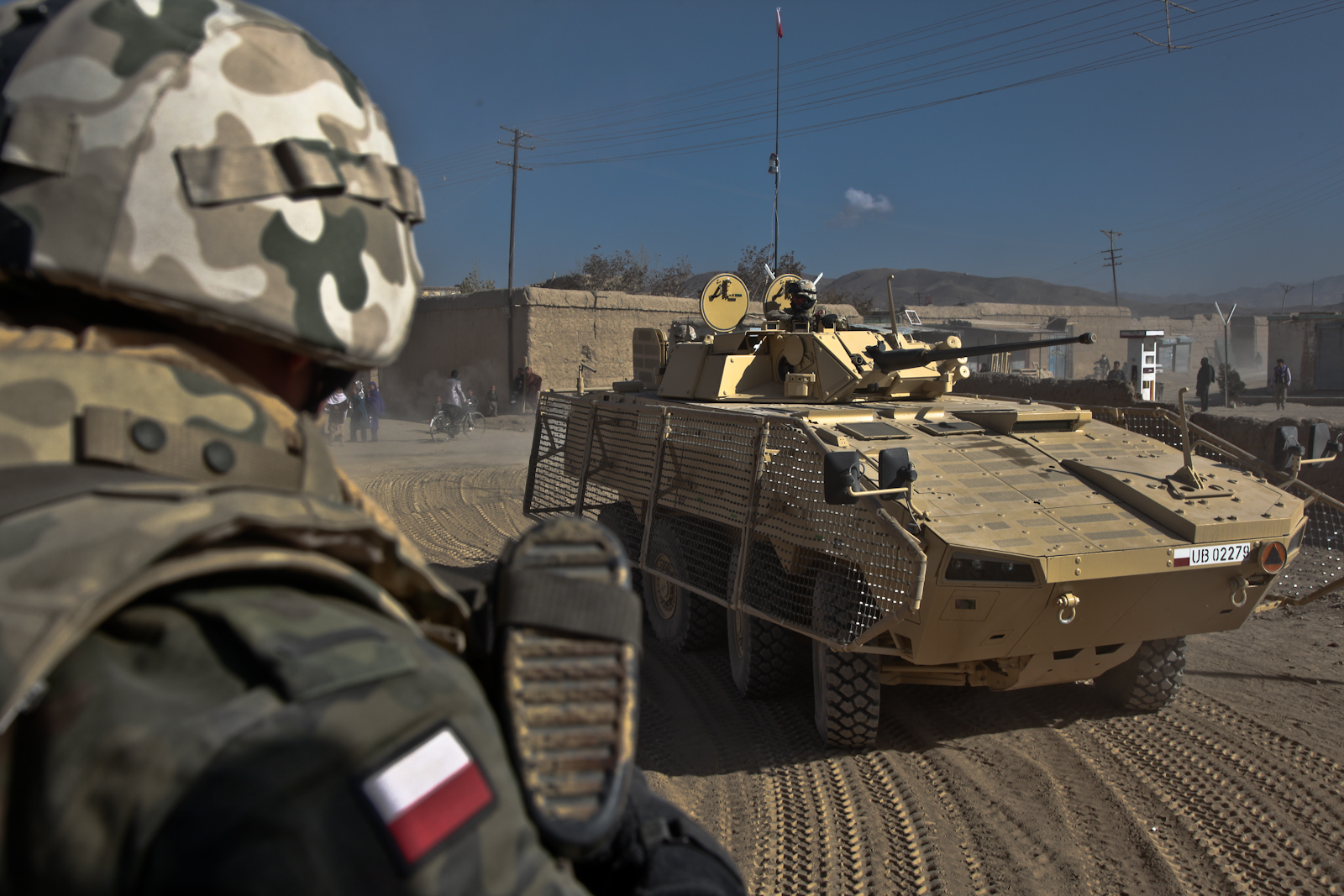
2010年，一辆配备Q-Net防区外装甲的狼獾M1M装甲运兵车在阿富汗加兹尼市巡逻。

隶属于国际安全援助部队的波兰陆军特遣队在阿富汗战争期间使用了100多辆KTO狼獾，其中包括五辆医疗后送车辆。这些APC配备了额外的复合钢制装甲。2008年初，波兰的一辆在阿富汗服役的装甲升级版狼獾遭到塔利班袭击。此车被RPG-7火箭弹击中但成功反击敌人，并在无需援助的情况下返回基地。
2008年6月，塔利班用火箭弹袭击了一辆狼獾，击中了它的正面装甲，但没有击穿它。据报道，2009年，一名士兵在乘坐行驶中的狼獾时身亡。当时，一个简易爆炸装置在车下爆炸，翻倒并压死了站在敞开式炮塔内的炮手。此前曾发生过类似袭击，但未造成人员伤亡。
欧盟在乍得和中非共和国的军事行动（2007–2008）
欧盟在乍得和中非共和国的军事行动
俄罗斯入侵乌克兰（2022-）
- 波兰政府于2023年4月宣布将向乌克兰政府提供200辆KTO狼獾。据报道，乌克兰陆军第21机械化旅（英语：21st Mechanized Brigade (Ukraine)）于2023年7月开始接收首批这种25吨的八轮APC。[7]
- 据Oryx博客称，在乌克兰正在进行的反攻中，至少有3辆狼獾被摧毁，1辆受损。[8]

## 使用方

### 当前用户
- 波蘭：截至2020年，不同型号的共903辆。[2]
- 阿联酋：订购的40辆AMV装甲车在波兰制造。[9]
- 乌克兰：200辆KTO狼獾。100辆于2023年交付，剩余100辆已订购。[10][11]此订单将由美国和欧盟提供资金。[12][13]

### 潜在客户
- 斯洛維尼亞：在拒绝拳师犬合同后，斯洛文尼亚以7亿欧元的预算购入了多达106辆。当时的竞标者包括食人鱼V（英语：Mowag Piranha V）、箭式IFV（英语：Freccia IFV）、狼獾L和AMVXP。[14]

## 相册

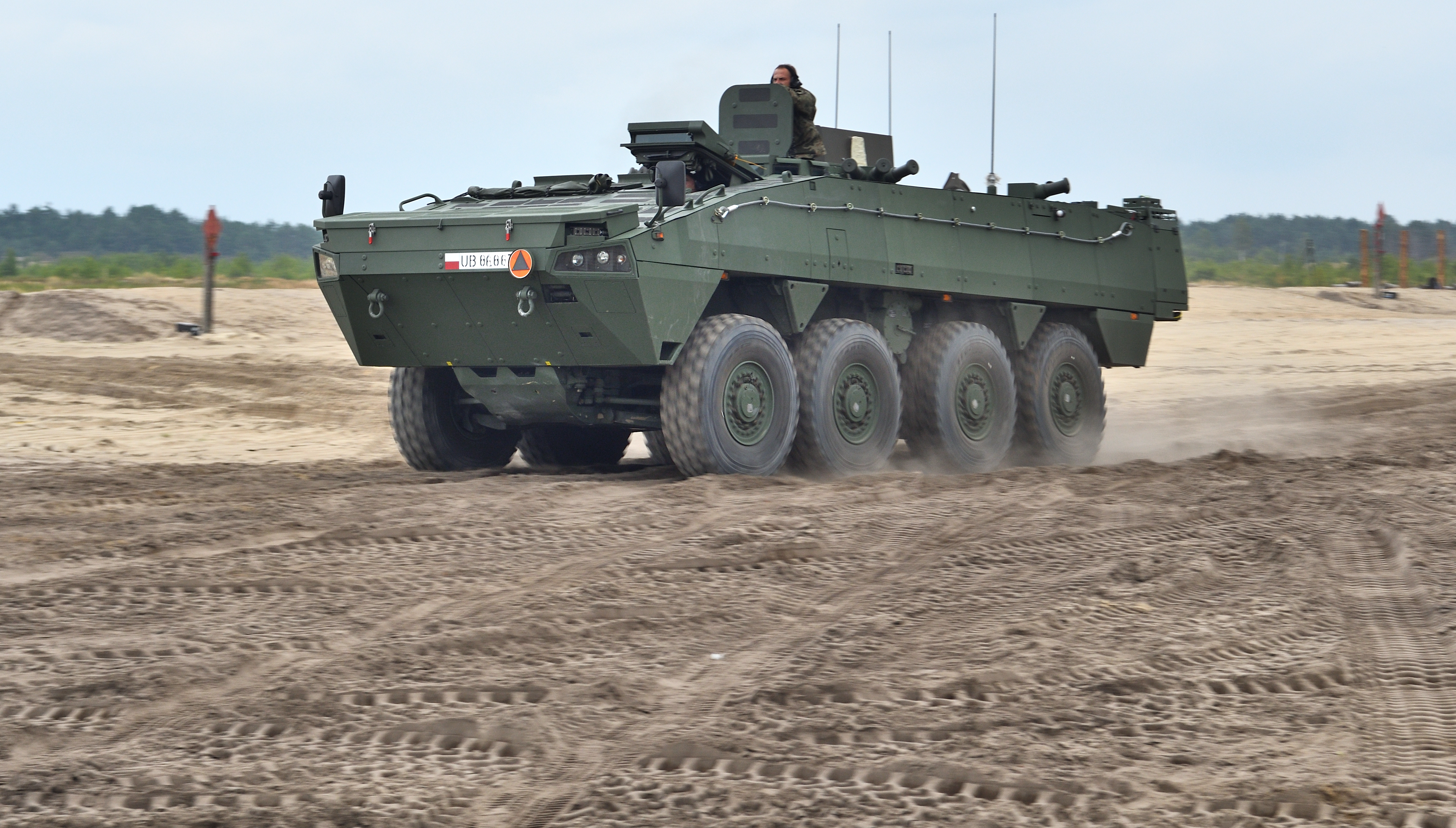
狼獾AWD
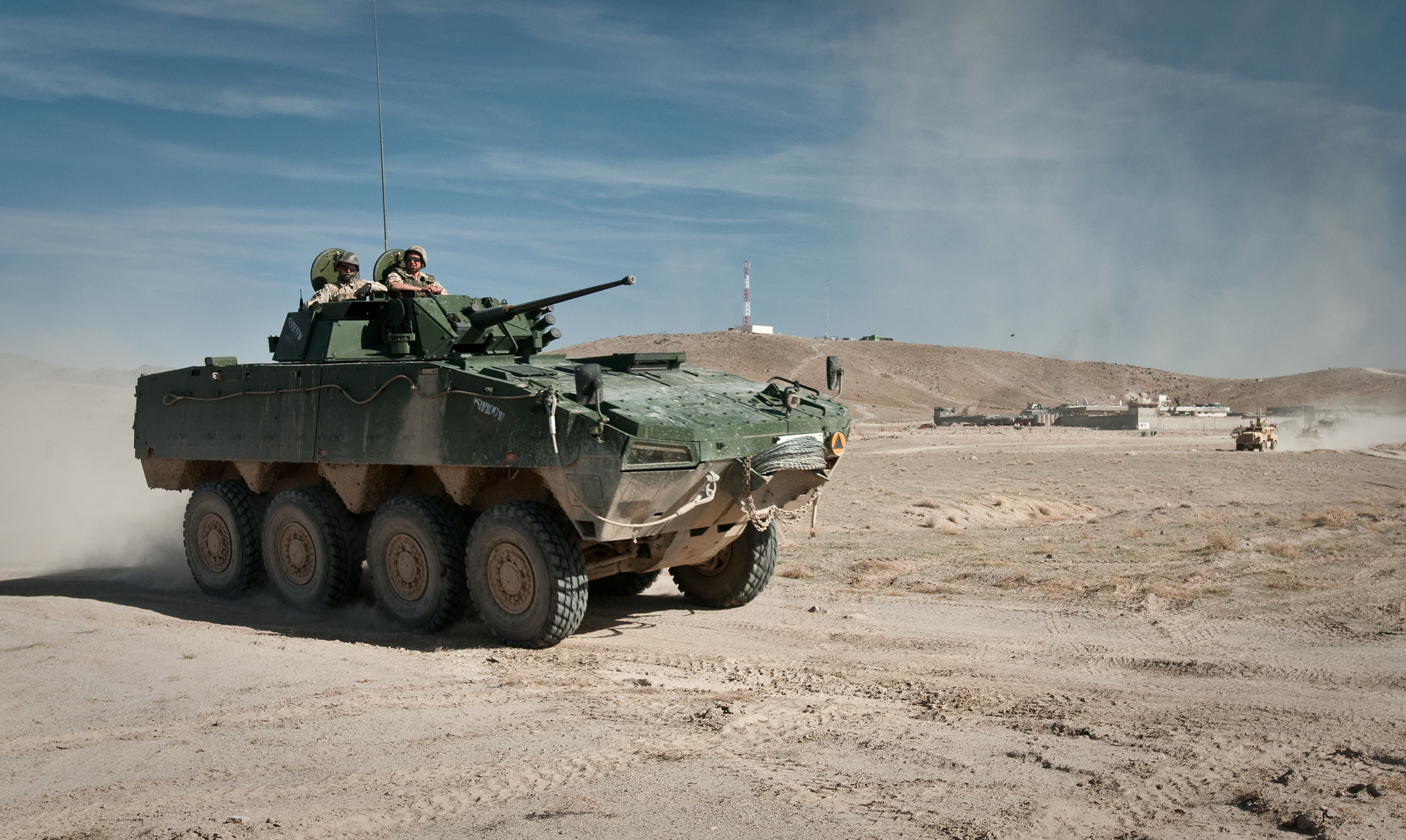
KTO狼獾
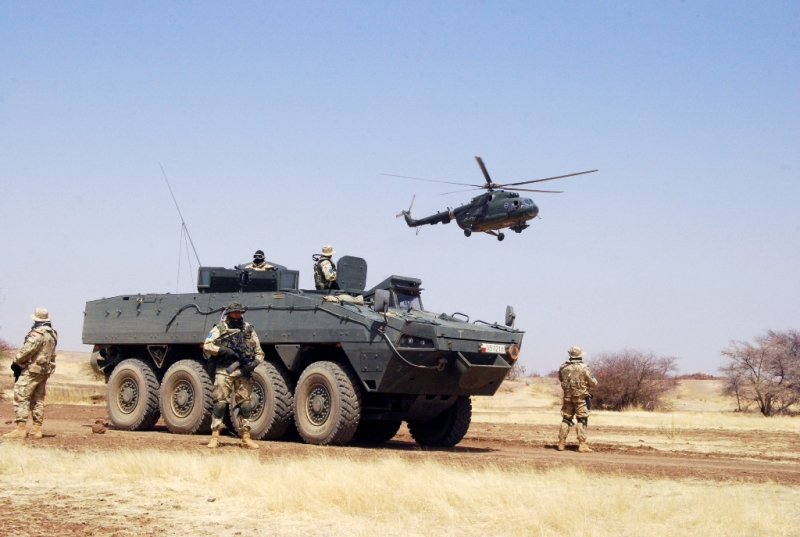
狼獾M2
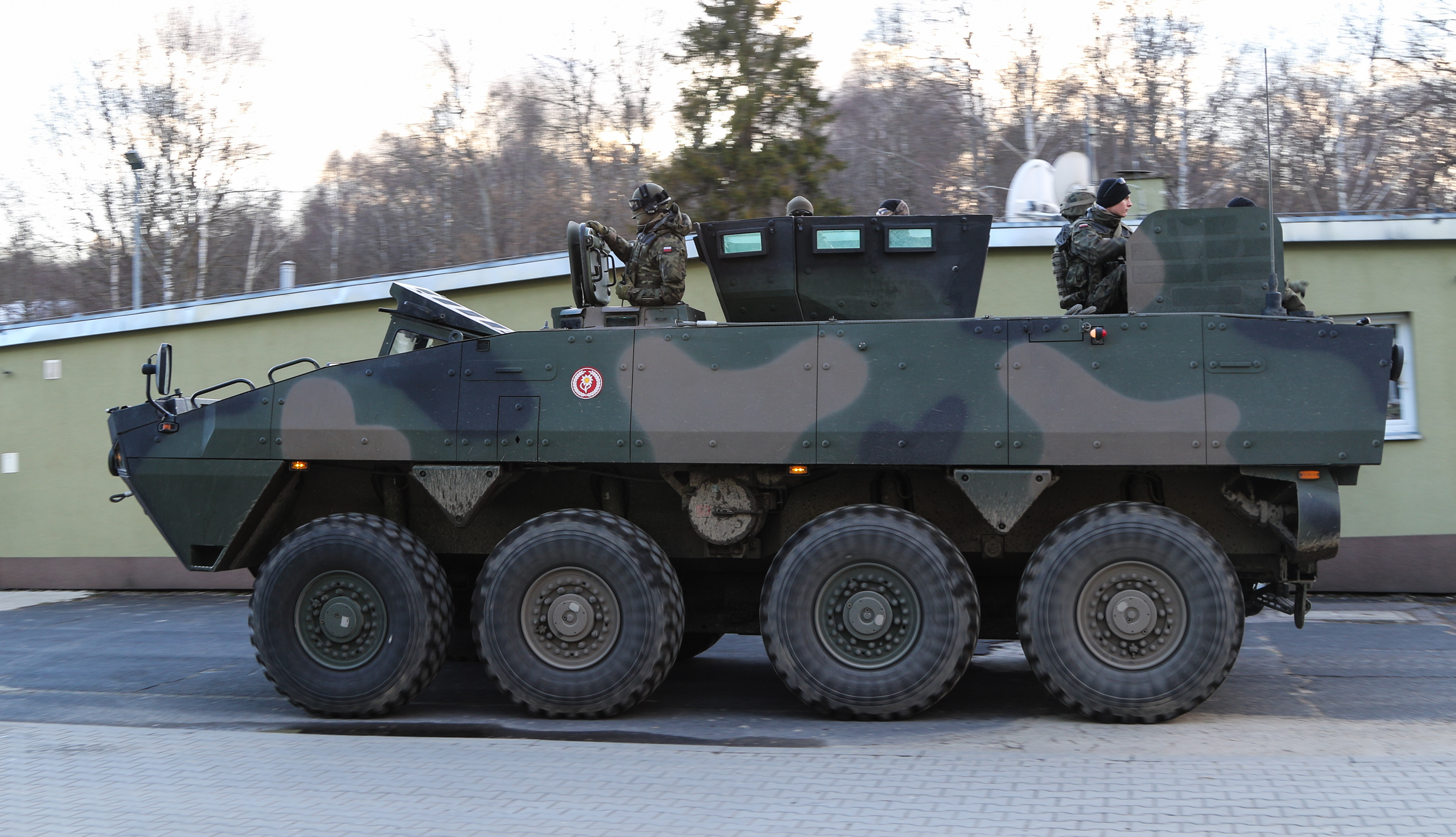
狼獾M3
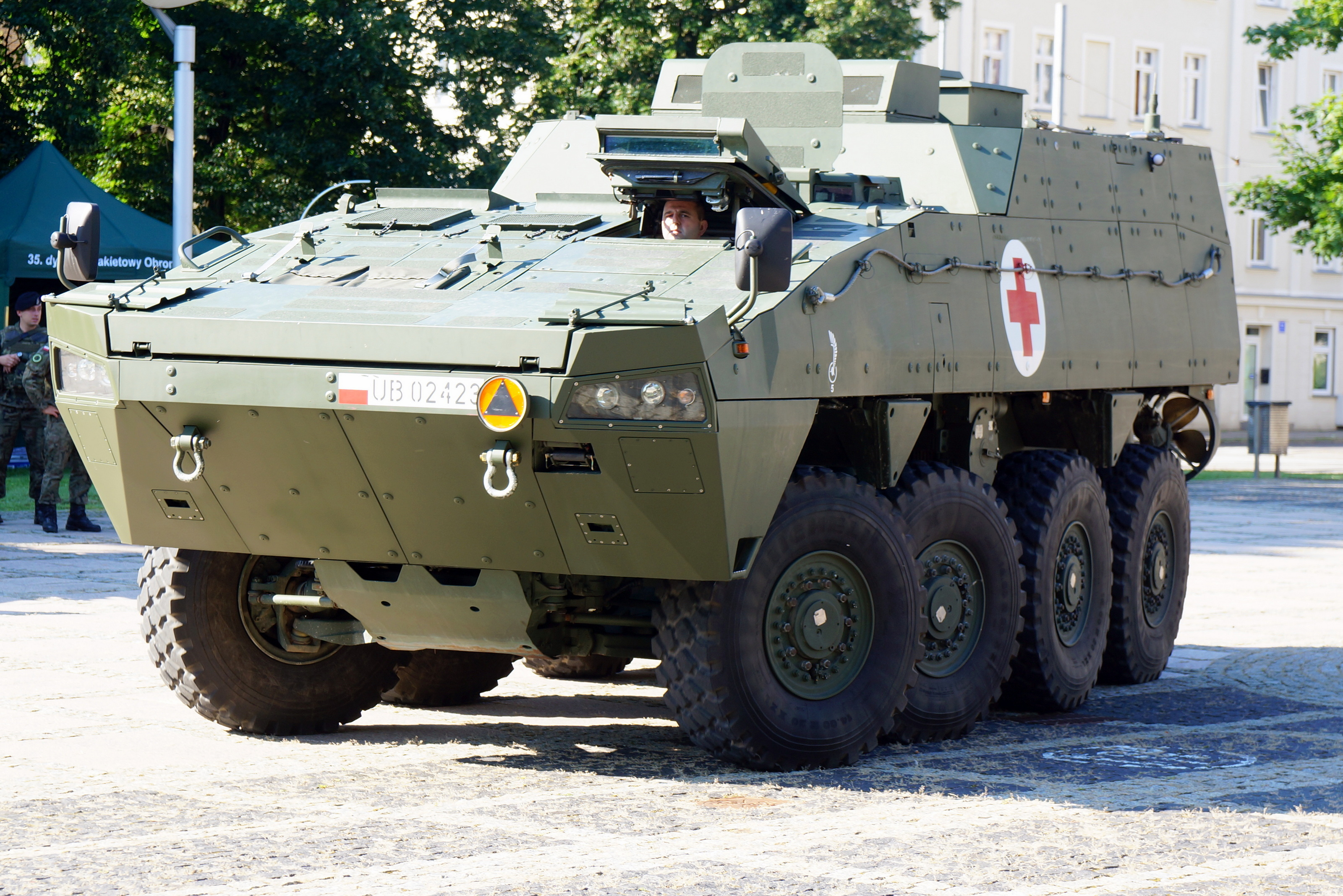
狼獾WEM
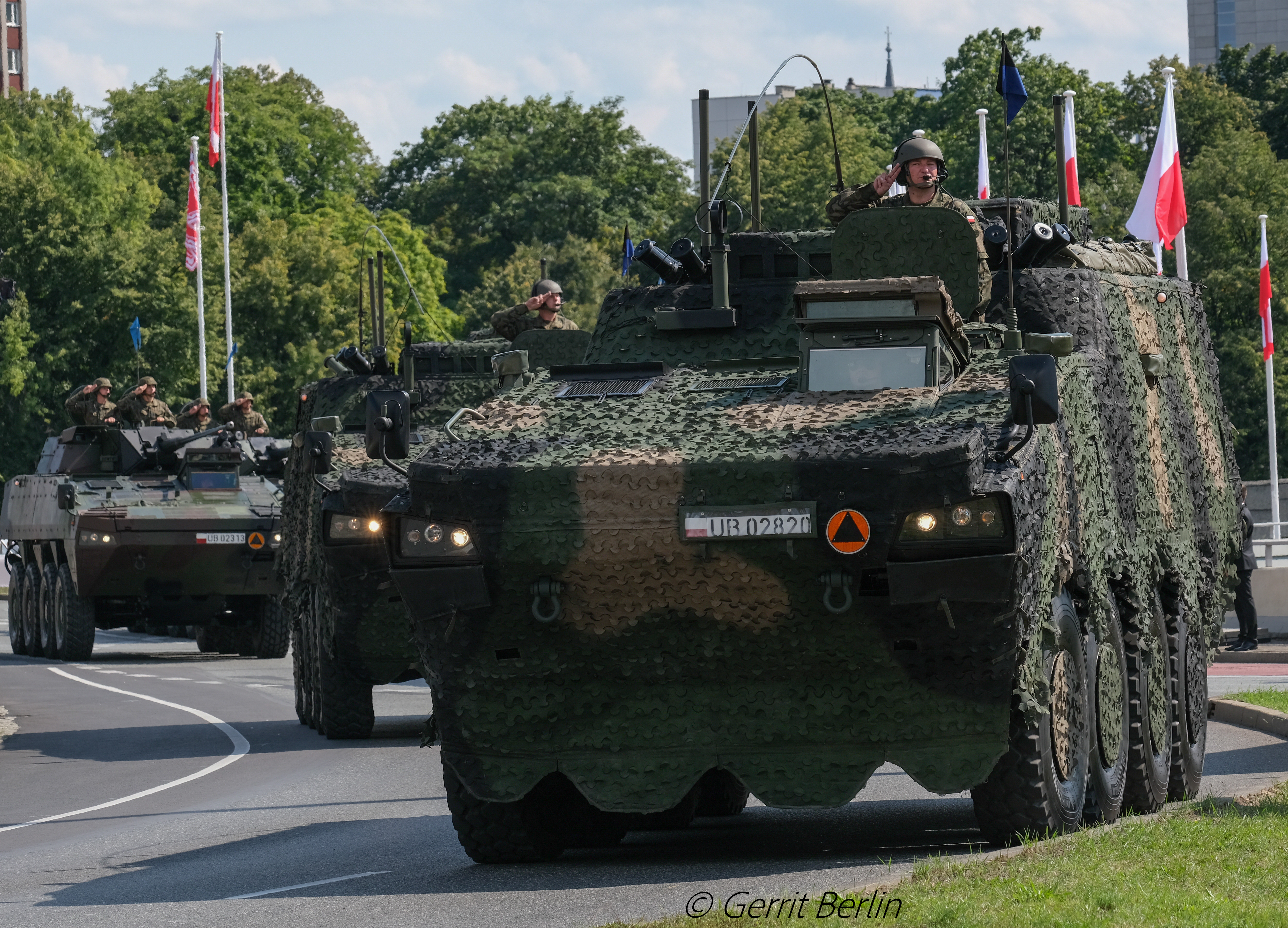
狼獾WD
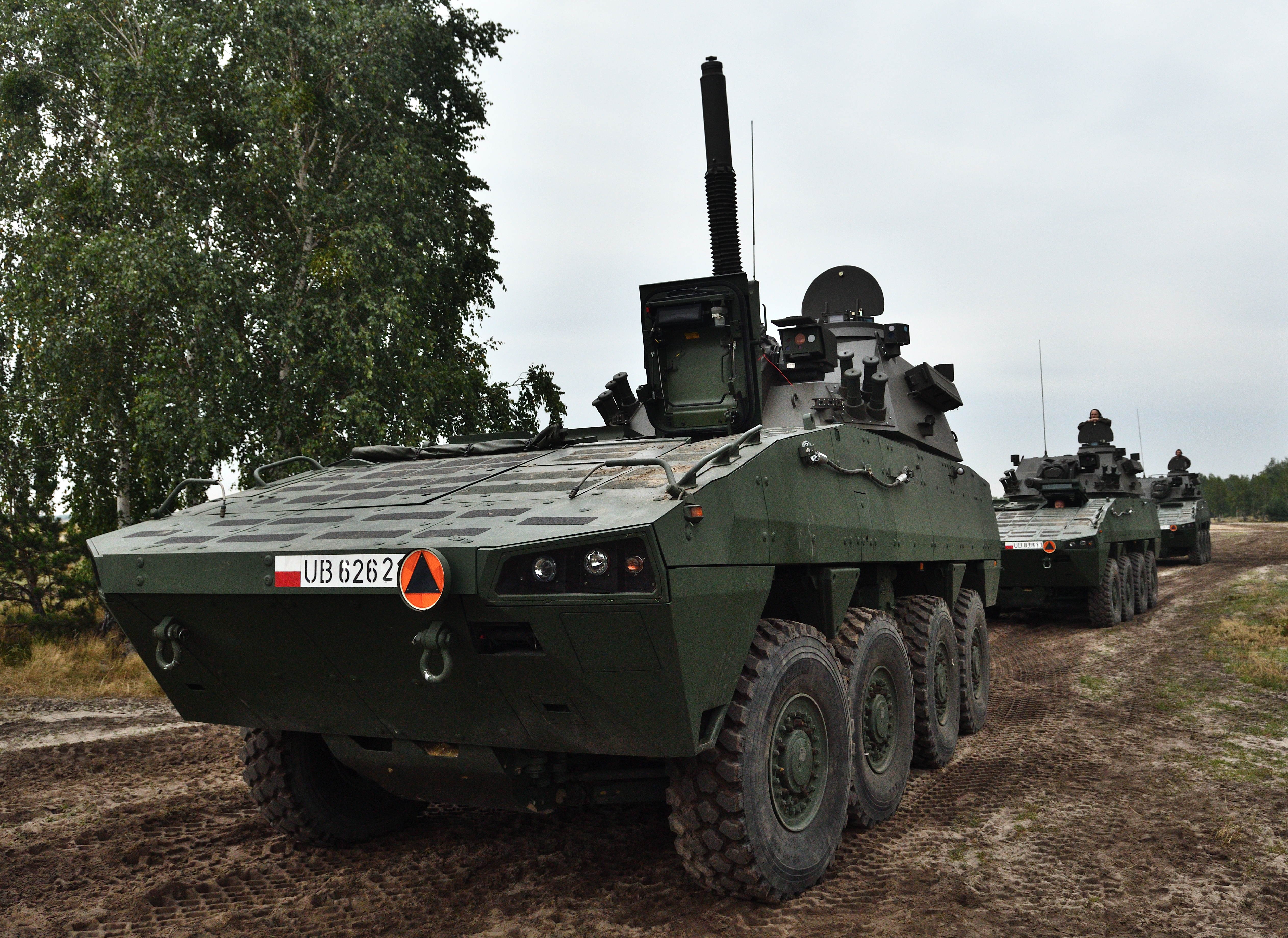
M120K Rak（英语：M120 Rak）
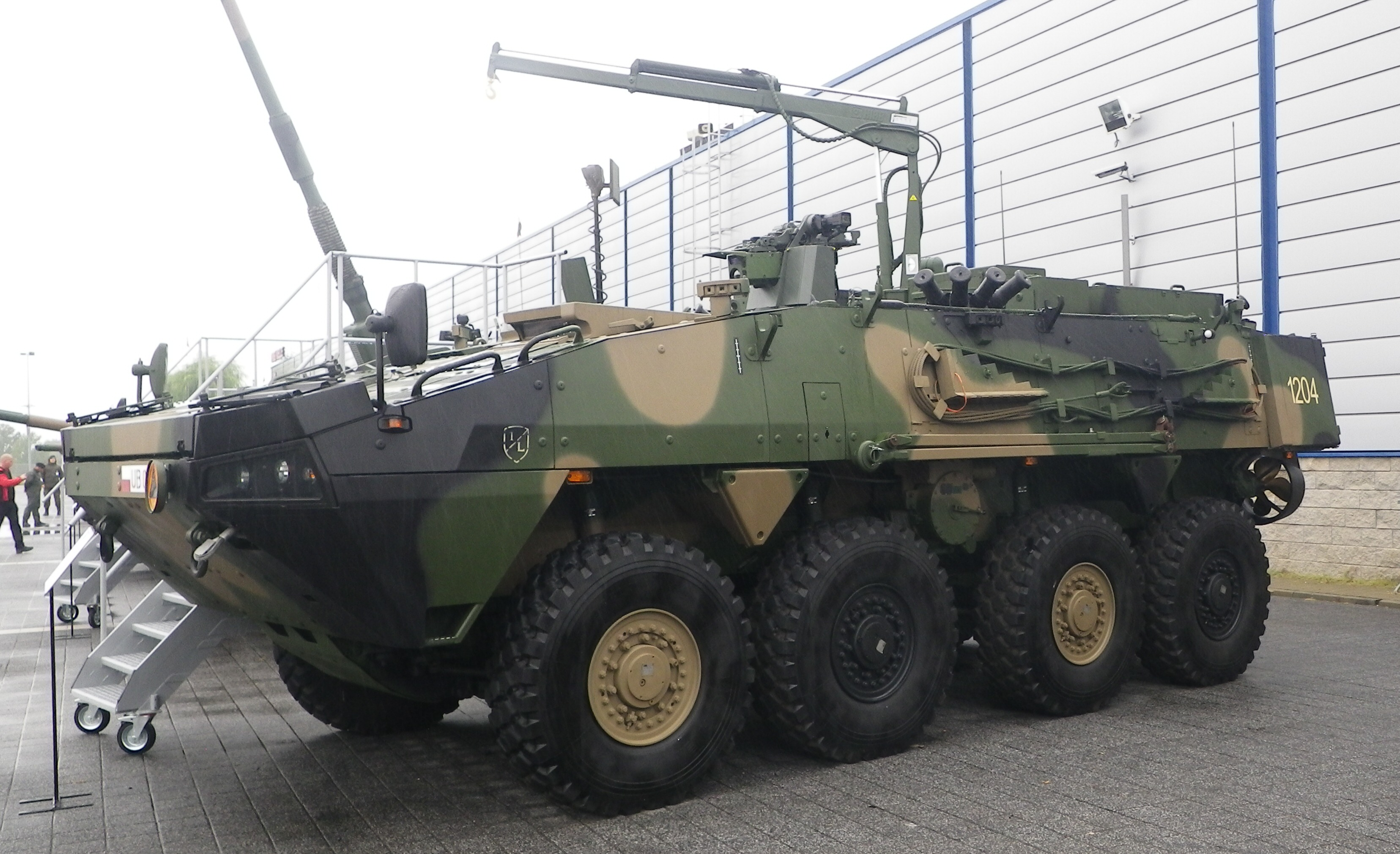
狼獾WRT
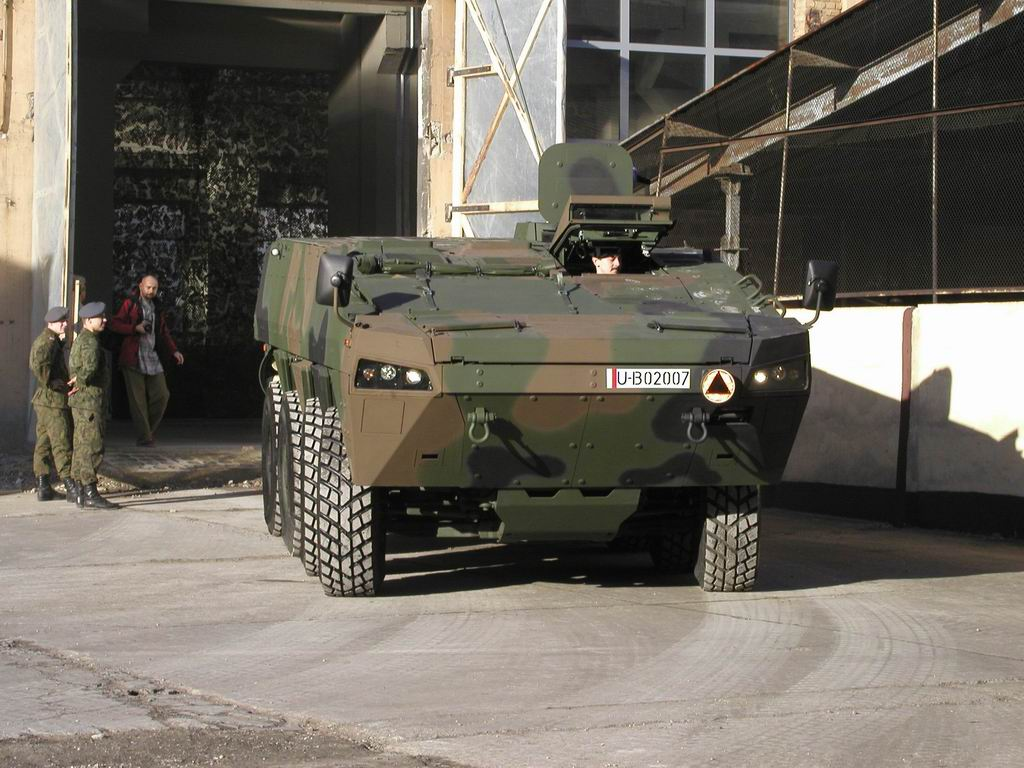
基础型KTO狼獾
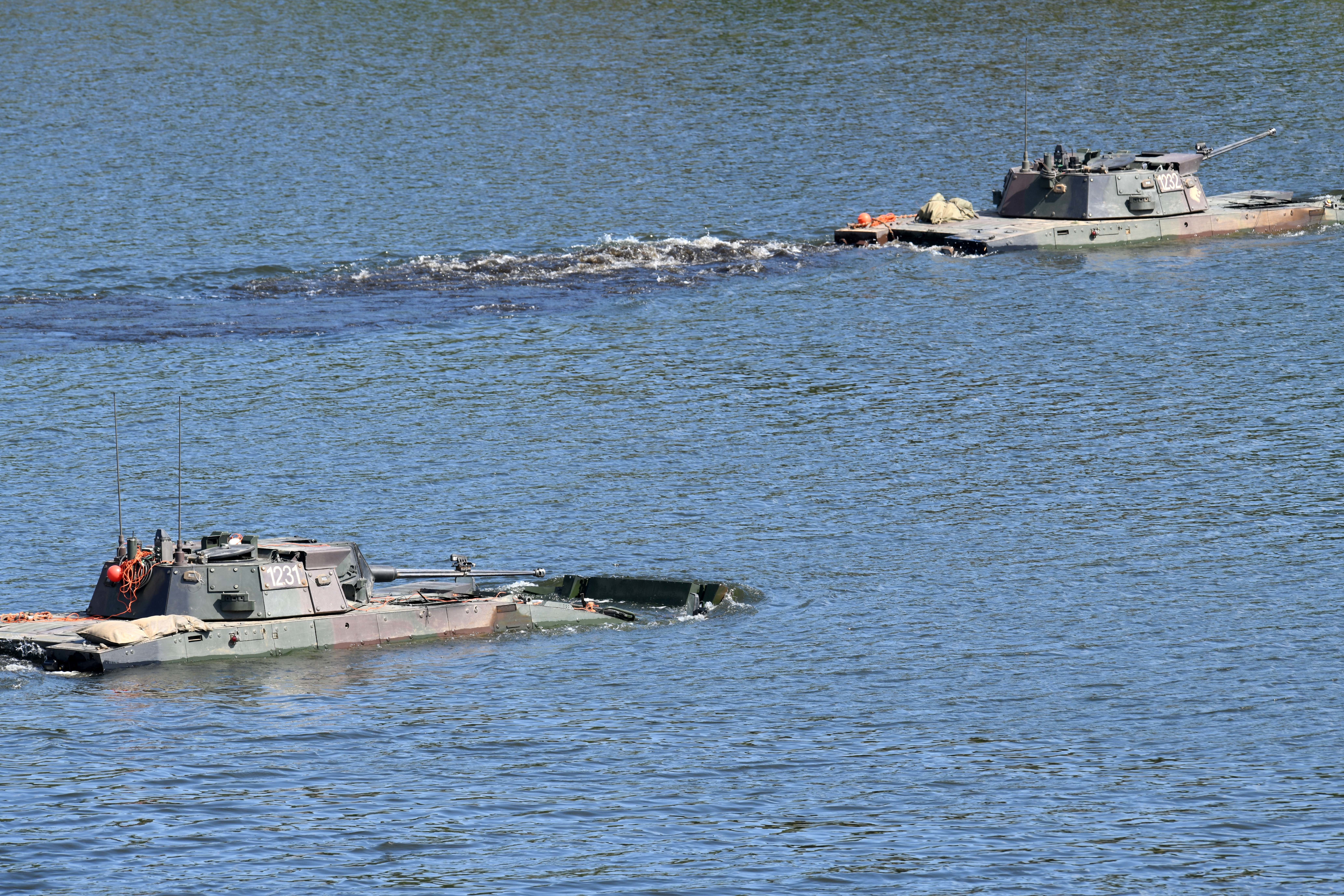
正在渡河的KTO狼獾

### 同类装甲车
- 斯特莱克
- LAV-3/LAV AFV（英语：General Motors LAV）/LAV-25/ASLAV
- K808白虎（英语：K808 White Tiger）
- 拳师犬——德國/荷蘭合製輪型裝甲車
- 箭式IFV（英语：Freccia IFV）
- OT-64装甲车——20世纪60年代的装甲运输车系列
- CM-32——中華民國陸八輪甲車
- 96式装甲运兵车
- 16式机动战斗车
- AMV装甲车——芬蘭製輪型裝甲車
- BTR-3——烏克蘭製輪型裝甲車
- BTR-4——烏克蘭製輪型裝甲車
- ZBL-08
- VBCI
- FNSS豹（英语：FNSS Pars）
- 食人鱼——瑞士製裝甲車
- 塔塔红隼（英语：TATA Kestrel）

## 引用
1. ↑  . Gdzie zaczyna się wojsko…. 2010-09-19  [2014-11-04]. （原始内容存档于2013-10-05）.
2. 1 2  . DziennikZbrojny.pl.   [2020-07-07]. （原始内容存档于2023-05-29） （波兰语）.
3. ↑  . www.rosomaksa.pl.   [2020-07-04]. （原始内容存档于2020-06-10）.
4. ↑  . www.milmag.pl. 2018-10-02  [2020-07-04]. （原始内容存档于2020-10-20） （波兰语）.
5. ↑  Wilk, Remigiusz. . IHS Jane's 360. 华沙. 2017-07-03  [2017-07-17]. （原始内容存档于2017-07-17）.
6. ↑  .   [2014-11-04]. （原始内容存档于2014-11-05）.
7. ↑  Axe, David. . 福布斯.   [2023-08-03]. （原始内容存档于2023-09-22） （英语）.
8. ↑  .   [2024-04-07]. （原始内容存档于2022-05-10）.
9. ↑  . 2016-06-21  [2024-04-07]. （原始内容存档于2017-08-11）.
10. ↑  President.gov.ua. .   [2024-04-07]. （原始内容存档于2023-05-02）.
11. ↑  Oryx. . Oryx.   [2023-04-05]. （原始内容存档于2023-05-23）.
12. ↑  . www.polska-zbrojna.pl.   [2023-06-12]. （原始内容存档于2023-10-11）.
13. ↑  . www.gazetaprawna.pl. 2023-04-05  [2023-06-12]. （原始内容存档于2023-06-12） （波兰语）.
14. ↑  . sloveniatimes.com.   [2023-11-24]. （原始内容存档于2023-11-24）.